# Lectius
Jacques Lect dit Lectius en latin, né à Genève en 1560 et mort en 1611, est un jurisconsulte suisse.

## Biographie
Professeur de droit dès 1583 à l'Académie de Genève, il devient conseiller d'État puis ambassadeur de la République en Angleterre sous le règne d'Élisabeth avant d'être nommé dans les Provinces unies.
Il est connu pour des ouvrages de droit qui font partie du Thesaurus juris romani d'Everard Otto (Leyde, 1725).
Il a aussi publié en 1598 les Lettres de Symmaque, en 1606 l'ouvrage Notae et variae lectiones in poetas graecos et en 1610, Claudiomastyx.